# Gare de Chiyokawa
Pour les articles homonymes, voir Chiyokawa (homonymie).
La gare de Chiyokawa (千代川駅, Chiyokawa-eki) est une gare ferroviaire située à Kameoka, dans la préfecture de Kyoto au Japon, située sur la ligne Sagano. La gare est exploitée par la compagnie JR West. Elle porte le nom de l'ancien village de Chiyokawa (ja) et du secteur éponyme, dans lesquels elle se trouve.

## Situation ferroviaire
La gare de Chiyokawa est située au point kilométrique (PK) 25,2 de la ligne principale San'in (appelée à cet endroit ligne Sagano). Elle se trouve dans le premier bloc du quartier Imazu (今津) du secteur Chiyokawa (ja) (千代川町) de la ville de Kameoka.

## Histoire
La gare de Chiyokawa est ouverte dans le village éponyme du district de Minamikuwada le 20 juillet 1935 entre les gares de Kameoka et de Yagi, par la société gouvernementale des chemins de fer japonais sur la ligne principale San'in, en même temps que la gare de Namikawa. Il ne prend alors en charge que les passagers venant des gares entre celles de Kyoto et de Fukuchiyama, ainsi que ceux venant de la gare d'Osaka. Le 15 octobre 1949, la distance utilisée pour mesurer l'intervalle entre les gares de Namikawa et de Chiyokawa est réduite de 2,3 à 2,0 kilomètres, tandis que celle pour mesurer l'intervalle entre les gares de Chiyokawa et de Yagi est allongée de 2,7 à 3,0 kilomètres. Le même jour, la prise en charge des bagages commence à la gare de Chiyokawa et les restrictions sur les gares d'origine des passagers sont levées. Le 1er février 1961, les voies d'évitement commencent à être utilisées à la gare de Chiyokawa. Le service de prise en charge des bagages est supprimé le 1er décembre 1971,. 
Le 1er avril 1987, dû à la privatisation des chemins de fer nationaux, la gare est désormais prise en charge par JR West, puis le 13 mars 1988, après le début de l'assignation de surnoms aux sections de ligne, elle est assignée à la nouvelle « ligne Sagano ». Des portilons automatiques sont installés dans la gare le 8 décembre 1998. À partir du 1er novembre 2003, les cartes à puce du service ICOCA sont utilisables à la gare de Chiyokawa. Le 6 septembre 2009, la section de la ligne Sagano entre les gares de Namikawa et de Yagi est rouverte à double voie et les installations d'aiguillage sont démantelées. Le 17 mars 2018, un système de numérotage des stations de la ligne Sagano est introduit et le code « JR-E13 » y est assigné,. Le 11 février 2021, l'entrée du côté est est rendue accessible pour les personnes à mobilité réduite et une passerelle est inaugurée. Le guichet de vente de l'entrée ouest est fermé le 31 octobre 2024, tandis qu'à partir du lendemain, la gare n'a plus de personnel sur place.

## Service des voyageurs

### Accueil

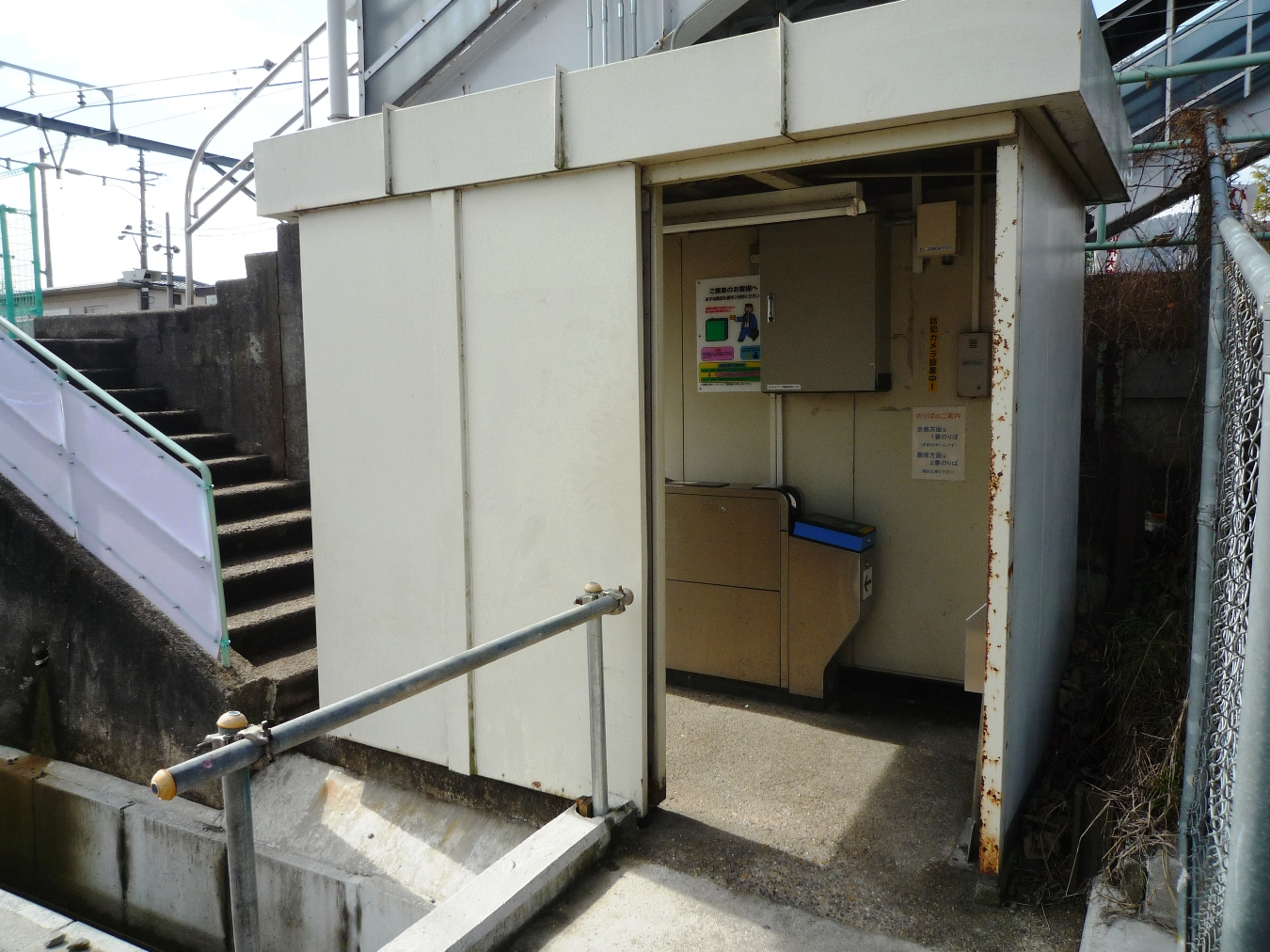
L'ancien bâtiment du côté est.

La gare dispose d'un bâtiment voyageurs construit au niveau du sol à l'ouest des voies, derrière le quai 2. Les deux voies, au niveau du sol aussi, sont flanquées d'un quai latéral de chaque côté. Un passage surrélevé permet d'accéder aux deux quais depuis les bâtiments opposés. On ne trouve pas d'ascenseurs. Le bâtiment du côté ouest est le bâtiment original construit en 1935 et rénové depuis. Un bâtiment voyageurs plus petit existe du côté est, reconstruit en 2021. On trouve des guichets automatiques acceptant la carte ICOCA ainsi qu'un portillon permettant d'accéder aux quais depuis le bâtiment est et le bâtiment ouest. La gare n'a pas d'employés. On trouve aussi des toilettes publiques et une salle d'attente dans le bâtiment ouest.
À l'ouest du bâtiment est se trouve un rond-point permettant l'embarquement dans des voitures et un quai d'embarquement pour les taxis. Le quai d'embarquement pour les autobus se trouve dans le rond-point, du côté sud. Un rond-point existe aussi du côté du bâtiment est et permet l'embarquement dans des voitures.

### Desserte
La gare comprend deux quais de part et d'autre des voies, dont les deux voies sont disposées de la façon suivante :
- Ligne Sagano
  - Quai 1
    - voie 1 : direction Kameoka et Kyoto

  - Quai 2
    - voie 2 : direction Sonobe et Fukuchiyama

Jusqu'au changement à double voie en 2009, le quai 2 du côté du bâtiment voyageurs servait de quai principal pour tous les trains entrants et sortants, tandis que le quai 1 était utilisé pour les trains passants sans s'arrêter.

### Gares adjacentes
| «        |  | Service                       |  | »    |
| -------- |  | ----------------------------- |  | ---- |
| Namikawa |  | Ligne Sagano (service rapide) |  | Yagi |
| Namikawa |  | Ligne Sagano (service local)  |  | Yagi |

### Intermodalité
Les autobus du service d'autobus municipal Kameoka Furusato Bus (ja) (亀岡市ふるさとバス) desservent la gare, à l'arrêt « Gare de JR Chiyokawa » (千代川駅). Les lignes qui s'arrêtent sont la F11, la F41 et la F43.
Les autobus de la société privée Keihan Kyōto Kōtsū (ja) desservent la gare, au même arrêt, nommément la ligne 3.

## Dans les environs
Les lieux d'intérêts les plus proches sont le sanctuaire shinto Izumo Daijin-gū (ja) (出雲大神宮), le village de sources chaudes Yunohana Onsen (ja) (湯の花温泉), le temple bouddhiste Kokushō-ji (谷性寺), le temple bouddhiste Tamba Kokubun-ji (ja) (丹波国分寺), l'école primaire municipale de Chiyokawa (亀岡市立千代川小学校), le lycée préfectoral Nantan (ja) (京都府立南丹高等学校), l'école municipale Kameoka Kawahigashi Gakuen (亀岡市立亀岡川東学園), le sanctuaire shinto Ogawatsuki-jinja (ja) (小川月神社) et la rivière Katsura notamment.